# ونتتن
ونتتن (به ایتالیایی: Ventotene) یک کومونه در ایتالیا است که در استان لاتینا واقع شده‌است.

## خصوصیات
ونتتن ۱٫۵۴ کیلومترمربع مساحت و ۷۰۸ نفر جمعیت دارد و ۱۸ متر بالاتر از سطح دریا واقع شده‌است.

## نگارخانه

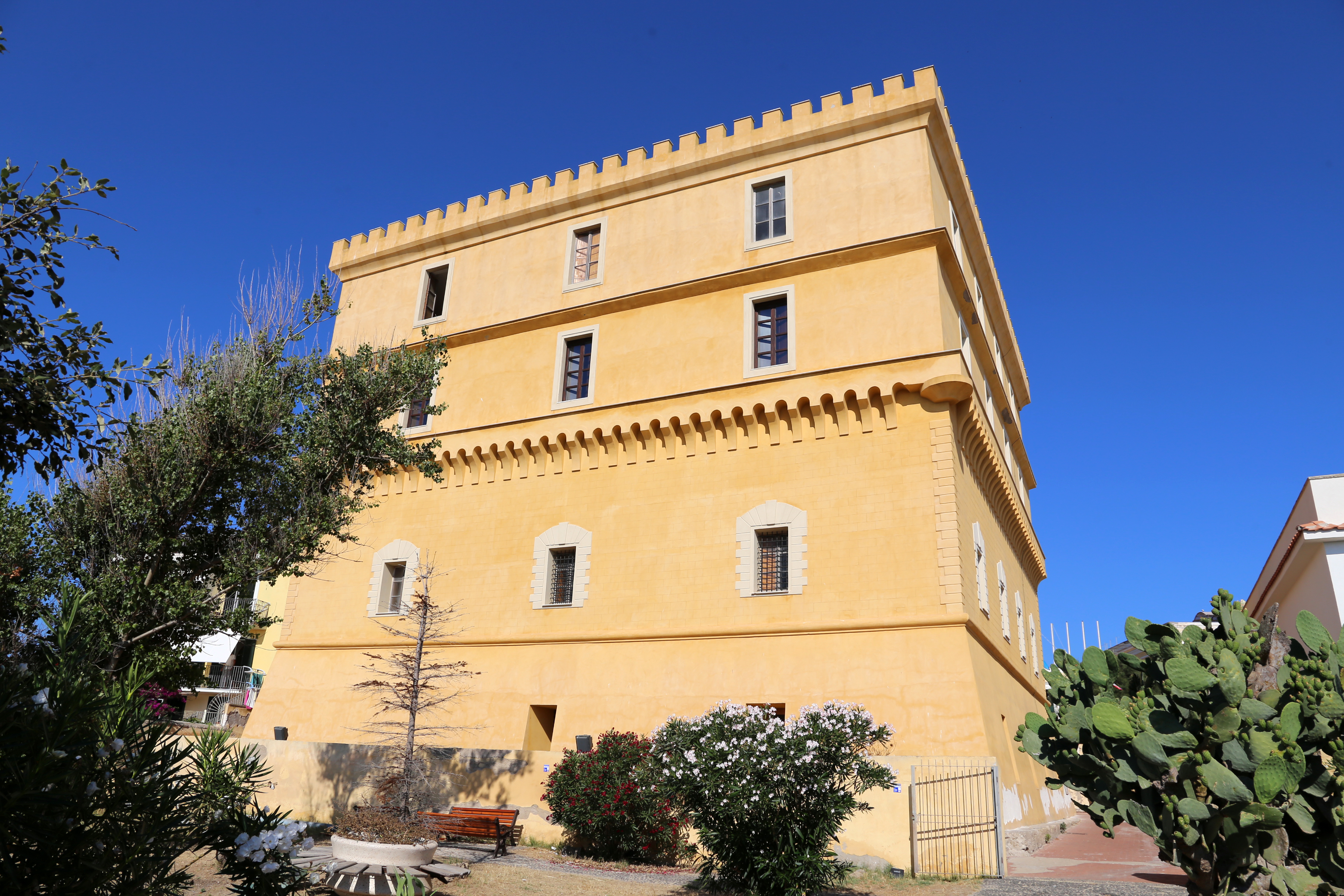
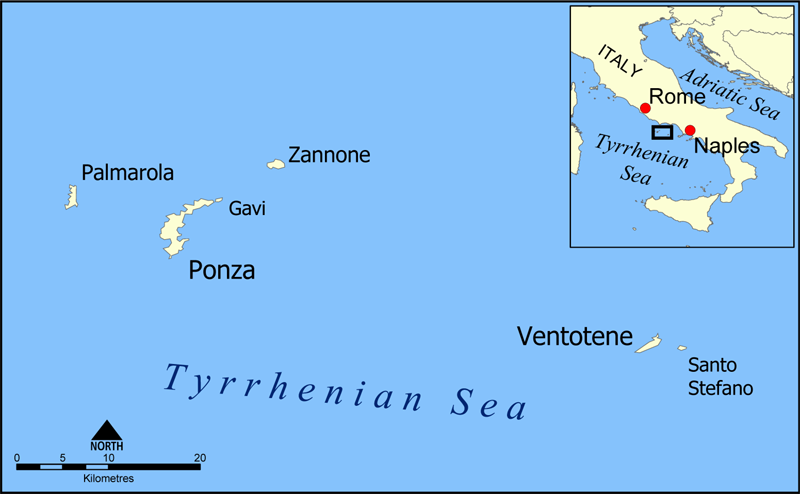
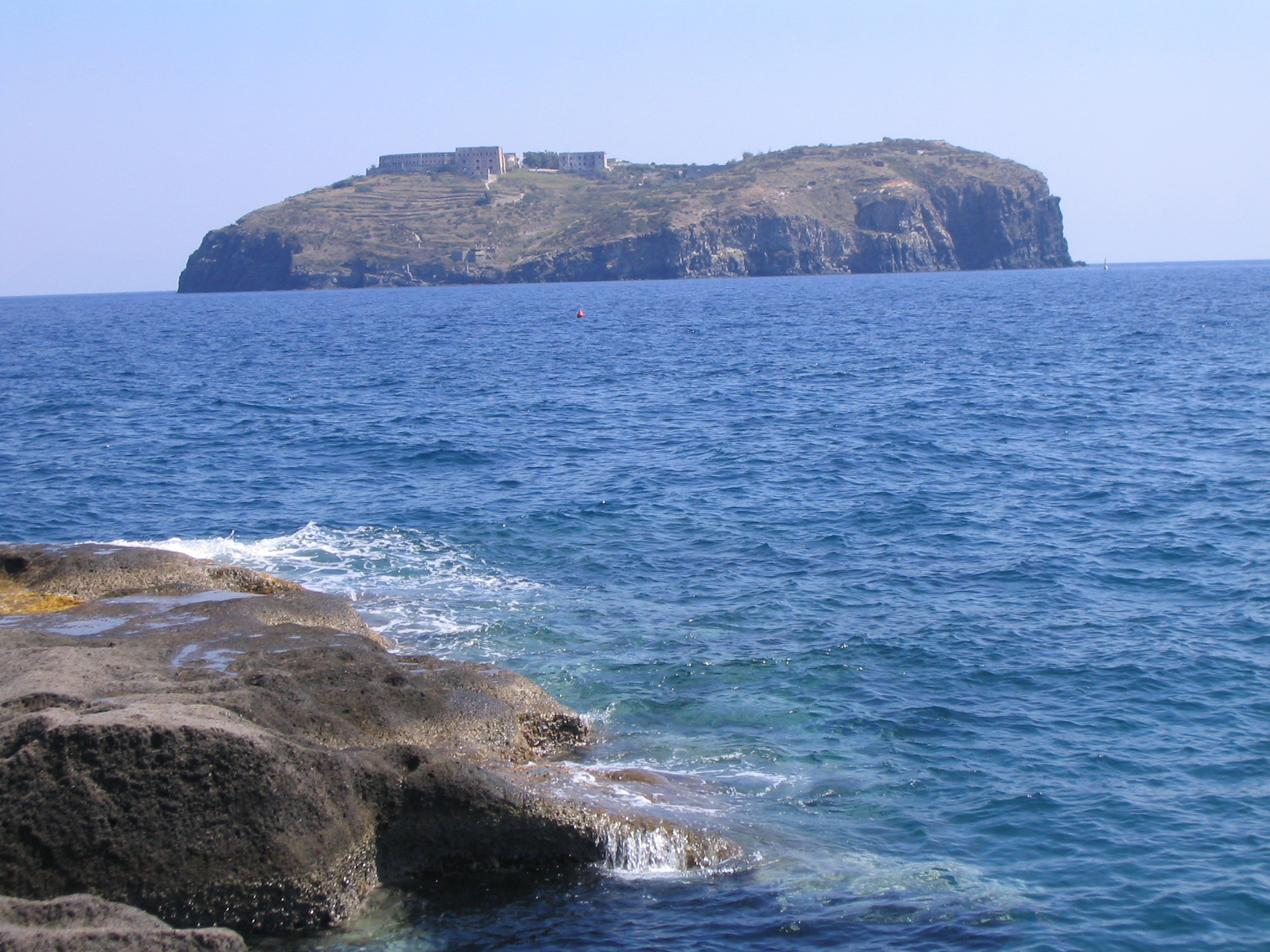
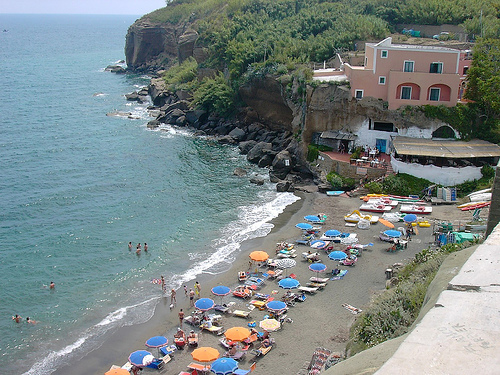